# Джезен (Альборз)
Джезе́н (перс. جزن‎) — село на севере Ирана, в остане Альборз. Входит в состав шахрестана Талекан. Является частью дехестана (сельского округа) Миан-Талекан бахша Меркези.

## География
Село находится в северо-западной части Альборза, в горной местности южного Эльбурса, в долине реки Шахруд, на расстоянии приблизительно 34 километров к северо-северо-западу (NNW) от Кереджа, административного центра провинции. Абсолютная высота — 1887 метров над уровнем моря.

## Население
По данным переписи 2006 года население села составляло 329 человек (162 мужчины и 167 женщин). В Джезене насчитывалось 66 семей. Уровень грамотности населения составлял 90,88 %. Уровень грамотности среди мужчин составлял 91,98 %, среди женщин — 89,82 %.